# Čtyřhranka Fleckerova
Čtyřhranka Fleckerova (Chironex fleckeri; Southcott, 1956) či čtyřhranka smrtelná nebo také mořská vosa je smrtelně jedovatý druh mořské medúzy z čeledi Chirodropidae obývající příbřežní vody okolo Austrálie v období od října do května. Jedná se o medúzu, která má horní část zvonu velkou do 25 centimetrů, a proto je velice snadné ji ve vodě přehlédnout. Z těla medúzy ale sahají až 3 metry dlouhá tenká lepkavá chapadla vybavená množstvím žahavých buněk. Při kontaktu těchto žahavých buněk s lidskou kůži následuje silná palčivá bolest doprovázená otokem a ve velkém množství případů i šokem, což někdy vede k utonutí plavce.

## První pomoc
Kardiotoxin čtyřhranky patří k nejsilnějším jedům na této planetě (udává se, že jed dospělého exempláře stačí na usmrcení 60 dospělých lidí) a na rychlé pomoci závisí život postižených. Při zasažení čtyřhrankou je nutné polít zasažené plochy vinným octem (je k dispozici na všech australských plážích), zavolat místní tísňovou linku 000 a provádět vnější kardiopulmonální resuscitaci. Zasažená místa je třeba natřít pudrem, nechat ho zaschnout a opatrně sloupnout. První pomoc neznamená, že je postižený mimo ohrožení života, takže specializovaná pomoc je nezbytná.

## Nejrychlejší smrt
Nejrychlejší zaznamenané usmrcení čtyřhrankou flackerovou trvalo 179.2 sekundy